# Henrietta Lullier
Henrietta Zofia z Puszetów Lullier (ur. ok. 1716, zm. 22 grudnia 1802 w Warszawie) – faworyta Stanisława Augusta Poniatowskiego i jego brata Kazimierza, kabalarka warszawska.

## Życiorys
Pochodziła z francuskiej rodziny szlacheckiej osiadłej w okolicach Tuluzy. Była córką komisarza składów solnych Benedykta Puszeta i Barbary Euhinger. 
Henrietta Lullier posiadała staranne wykształcenie; niewykluczone, że nauki pobierała w Lunéville. 
Została kochanką młodego stolnika litewskiego Stanisława Augusta Poniatowskiego w czasie jego pobytu w Paryżu w 1753. Według niepotwierdzonych opowieści, osnutych w XIX wieku wokół tego wydarzenia, miała wtedy młodemu polskiemu magnatowi wywróżyć koronę królewską. 
Ok. 1754 została żoną szambelana Augusta III Sasa, Ludwika Augusta Lullier.
W 1762 Stanisław August Poniatowski ponownie nawiązał z nią kontakt w Warszawie, czyniąc z niej swą powiernicę i pośredniczkę w kontaktach z jej licznymi kochankami. Jej usługi stały się później dla nowego władcy nieocenione, odkąd nawiązała ona romanse z posłem rosyjskim Nikołajem Repninem i pruskim Gédéonem Benoît. Król obciążył skarb Rzeczypospolitej tytułem wypłaty jej gratyfikacji w wysokości 42 446 złp. 
W 1765 została faworytą brata królewskiego, księcia Kazimierza Poniatowskiego, który kupił dla niej za 39 000 złp posesję przy Krakowskim Przedmieściu, na której wzniósł dwupiętrową kamienicę. Miejsce to szybko stało się najmodniejszym domem schadzek w Warszawie. Częstym gościem tego przybytku był sam król, który też tam odbywał tajne narady w gronie zaufanych osób. "Lullierka" stała się niewybrednym celem ataków satyry konfederatów barskich. 
Wiosną 1771 wyjechała do Wiednia. W lipcu przybyła do Paryża, gdzie konferowała z byłą przyjaciółką Stanisława Augusta, panią Geoffrin. Po krótkim pobycie w Wielkiej Brytanii powróciła przez Paryż do Warszawy. Nawiązała wówczas korespondencję z panią Geoffrin, polecając jej stosunkom na dworze wersalskim misję Franciszka Ksawerego Branickiego. W 1773 przez Spa udała się do stolicy Francji. Gdy wróciła do kraju, król oddał jej na letnią rezydencję Ermitaż w Łazienkach Królewskich. Stanisław August przezornie nakazał zabezpieczenie jej korespondencji z nim, prowadzonej w czasie konfederacji targowickiej i insurekcji kościuszkowskiej. 
W dniach 21 lipca-5 sierpnia 1796 odwiedziła króla internowanego przez Rosjan w Grodnie. Do końca życia mieszkała w warszawskim Ermitażu. Pochowana w katakumbach na cmentarzu Powązkowskim w Warszawie (rząd 130-7).
Nie była osobą urodziwą, a swoje powodzenie zawdzięczała przesadnemu stosowaniu pudrów i pomad sprowadzanych wprost z Paryża. Druk satyryczny przypisywał jej autorstwo opublikowanego w 1764 pisma Zbiór farb podług używania i wykładu Newtona. 
Uwielbiana przez warszawskich libertynów, znienawidzona przez konserwatywną szlachtę, była postacią skupiającą w swych rękach niewidzialną sieć intryg, a jej pozycja metresy królewskiej pozwalała na podejmowanie tajnych negocjacji w imieniu Stanisława Augusta. Uważana za symbol rozwiązłości i zepsucia czasów stanisławowskich; jeszcze w 1782 satyra bibliograficzna przypisała jej autorstwo utworu O zapobieżeniu nierządów w Warszawie.